# 아시아의 환자
아시아의 환자(아시아의 患者) 또는 아시아의 병자(아시아의 病者) 혹은 동아병부(東亞病夫, 영어: Sick Man of Asia, 중국어: 東亞病夫)는 19세기 말부터의 중국과독립 이후 구조적인 모순을 극복하지 못한 필리핀의 옛 별칭이다. 같은 시기에 쇠퇴기를 겪고 있던 오스만 제국을 가리키는 별칭인 유럽의 환자와 비슷한 용어이다.

## 같이 보기
- 유럽의 환자(구주병부/歐洲病夫)
- 황화론
- 탈아론 & 탈아입구